# Hili Goduhoya
Hili Goduhoya is een bestuurslaag in het regentschap Nias Utara van de provincie Noord-Sumatra, Indonesië. Hili Goduhoya telt 580 inwoners (volkstelling 2010).